# أبو خراش الهذلي
أبو خراش خويلد بن مرّة القِردي الهذلي، هو فارس وشاعر من أبرز فرسان وشعراء العصر الجاهلي والإسلامي. يُعتبر أبو خراش من الشعراء الفحول والمخضرمين الذين عاشوا في الجاهلية ثم أدركوا الإسلام، حيث أسلم وحسن إسلامه وادرك عصر النبي محمد وعاش فترة بعد وفاته، وتوفي في خلافة عمر بن الخطاب إثر لدغة أفعى. عُرف بأنه من العداءين في العرب حيث كان يسبق الخيل في غاراته وغارات قومه. ويُنسب إليه أجود بيت شعري عربي وهو القائل. 

## نسبه
هو الفارس الصحابي:
- خويلد بن مرة من بني قرد بن معاوية بن تميم بن سعد بن هذيل بن مدركة بن إلياس بن مضر بن نزار بن معد بن عدنان.

وهو من بني مره من هذيل وكانوا 10 رجال من فرسان ودهاه العرب واخوه أبو جندب الهذلي.

## صفاته
كان أبو خراش من مشاهير الصعاليك، وكان مظفراً في غزواته، والمشهور أنه ترك الصعلكة بعد إسلامه. وأبو خراش لم يكن صعلوكاً عاديًّا فلم يمتهن الصعلكة حبًّا في السرقة، بل أجبرته ظروف الحياة على الصعلكة، وعلى رأس تلك الظروف مقتل عدد من إخوته على أيدي قبيلة كنانة وقبيلة فهم وقبيلة ثمالة؛ فانبعث يغزو هذه القبائل؛ تارةً وحيدًا، وتارةً مع عدد من أبناء قبيلته. كان أبو خراش شجاعًا، كريمًا، عفيف النفس لا يرضى الهوان، صبورًا. وله قصص تدل على تلك الصفات

## اخباره
من اخباره الشهيرة قصته مع كنانة حيث قتل أبو خراش في حياته عددا من رجال كنانه وذكر عنه أبو الفرج الاصفهاني في كتاب الأغاني خرج أبو خراش الهذليّ من أرض هذيل يريد مكّة فقال لزوجته أمّ خراش ويحك إني أريد مكّة لبعض الحاجة وإنك من أفك النساء وإنّ بني الدّيل من كنانة يطلبونني بثأر فإيّاك و أن تذكريني لأحد من أهل مكة حتى نصدر منها قالت معاذ اللّه أن أذكرك لأهل مكة و أنا أعرف السبب . فخرج بأم خراش و كمن لحاجته و خرجت إلى السوق لتشتري فجلست إلى عطّار فمر بها فتيان من كنانة، فقال أحدهما لصاحبه: أمّ خراش وربّ الكعبة و إنّها لمن أفكّ النساء و إن كان أبو خراش معها فستدلّنا عليه، قال: فوقفا عليها فسلما و أحفيا المسألة و السلام، فقالت من أنتما بأبي أنتما؟ فقالا رجلان من أهلك من هذيل، قالت: بأبي أنتما. فإن أبا خراش معي ولا تذكراه لأحد، و نحن رائحون العشيّة، فخرج الرجلان فجمعا جماعة من فتيانهم و أخذوا مولى لهم يقال له مخلد و كان من أجود الرجال عدوا ليلحق بأبي خراش الذي كان معروفا بسرعته، فكمنوا في عقبة على طريقه، فلما رآهم قد لاقوه في عين الشمس قال لها قتلتني و ربّ الكعبة لمن ذكرتني؟ فقالت و اللّه ما ذكرتك لأحد إلا لفتيين من هذيل، فقال لها: و اللّه ما هما من هذيل ولكنهما من بني الدّيل وقد جلسا لي وجمعا عليّ جماعة من قومهم فاذهبي أنت فإذا جزت عليهم فإنهم لن يعرضوا لك لئلا أستوحش فأفوتهم، فاركضي بعيرك، وضعي عليه العصا، و النجاء النجاء فانطلقت هي على قعود عقيلي يسابق الريح، فلما دنا منهم و قد تلثّموا ووضعوا تمرا على طريقه‌ على كساء، فوقف قليلا كأنه يصلح شيئا، و جازت بهم أم خراش فلم يعرضوا لها لئلا ينفر منهم، ووضعت العصاء على قعودها، و تواثبوا إليه ووثب يعدوا. قال: فزاحمه على المحجّة التي يسلك فيها على العقبة ظبي، فسبقه أبو خراش عدوا، و تصايح القوم يا مخلد أخذا أخذا. قال: ففات الأخذ. فقالوا ضربا ضربا فسبق الضرب، فصاحوا رميا رميا فسبق الرمي و سبقت أمّ خراش إلى قومها بني قرد من هذيل فنادت ألا إنّ أبا خراش قد قتل، فقام أهل الحيّ إليها، و قام أبوه و قال ويحك ما كانت قصّته، فقالت إن بني الدّيل من كنانة عرضوا له الساعة في العقبة، قال فما رأيت، او ما سمعت قالت: سمعتهم يقولون: يا مخلد أخذا أخذا، قال: ثم سمعت ماذا؟ قالت: ثم سمعتهم يقولون: ضربا ضربا، قال: ثم سمعت ماذا؟ قالت سمعتهم يقولون رميا رميا، قال فإن كنت سمعت رميا رميا فقد نجأ ، وهو منا قريب، ثم صاح يا أبا خراش، فقال أبو خراش يا لبّيك، وإذا هو قد وافاهم على أثرها. و قال أبو خراش في ذلك:
| رفوني و قالوا يا خويلد لم ترع‌ |  | فقلت و أنكرت الوجوه هم هم‌     |
| ولا بطلًأ إذا الكُـماةُ تزيَّنوا   |  | لدى غمرات الموت بالحالِكِ الفَدْمِ |
| فغاررت شيئا و الدّريس كأنما    |  | يزعزعه وعك من الموم مردم      |
| تذكرت ما أين المفرّ و إنني‌     |  | بحبل الذي ينجي من الموت معصم  |
| فو اللّه ما ربداء أو علج عانة  |  | أقبّ و ما إن تيس رمل مصمّم      |
| بأسرع منّي إذ عرفت عديّهم‌       |  | كأني لأولاهم من القرب توأم    |
| و أجود منّي حين وافيت ساعيا    |  | و أخطأني خلف الثّنيّة أسهم      |
| أوائل بالشّدّ الذّليق و حثّني‌     |  | لدى المتن مشبوح الذراعين خلجم |
| / تذكّر ذحلا عندنا و هو فاتك‌   |  | من القوم يعروه اجتراء و مأثم  |

## سرعته
دخل أبو خراش الهذليّ مكّة فلقي الوليد بن المغيرة المخزومي وكان عنده فرسان يريد أن يرسلهما في الحلبة، فقال للوليد ما تجعل لي إن سبقتهما؟ قال: إن فعلت، فهما لك، فأرسل الخيلين فسابقها أبو خراش وسبقهما وقيل انه أسرع رجال العرب،

## حربه ضد ثمالة
قالوا و أما زهير بن مرة فخرج معتمرا قد جعل على جسده من لحاء الحرم، حتى ورد ذات الأقير من وادي نعمان، فبينا هو يسقي إبلا له إذ ورد عليه قوم من ثمالة وقد كان أعزل بلا سلاح، فقتلوه، فله يقول أبو خراش، و قد انبعث يغزو ثمالة و يغير عليهم، حتى قتل منهم بأخيه أهل دارين أي حلّتين من ثمالة.
| خذوا ذلكم بالصّلح إني رأيتكم‌  |  | قتلتم زهيرا و هو مهد و مهمل‌ |
| قتلتم فتى لا يفجر اللّه عامدا |  | ولا يجتويه جاره عام يمحل    |

وقال في ذلك.
| إنّي امرؤ أسأل كيما أعلما |  | من شرّ رهط يشهدون الموسما |

وكان اذا لقى ثمالة في حروبه أوقع بهم ويقول.
| إليك أمّ ذبّان‌     |  | ما ذاك من حلب الضّان |
| لكن مصاع الفتيان‌ |  | بكل لين حرّان        |

ويذكر ان وقعت معارك كثيرة قادها أبو خراش بينهم وبين ثمالة ومنها ان ابو خراش استنفرا حيّا من هذيل يقال لهم بنو زليفة بن صبح ليغزوا ثمالة بهم طالبين بثأر أخيهما، فلما دنوا من ثمالة أصاب عروة ورد حمى، وكانت به حمى الرّبع فجعل عروة يقول.
| أصبحت مورودا فقرّبوني‌  |  | إلى سواد الحيّ يدفنوني‌    |
| إنّ زهيرا وسطهم يدعوني‌ |  | ربّ المخاض و اللّقاح الجون |

فلبثوا إلى أن سكنت الحمّى، ثم بيّتوا ثمالة، فوجدوهم خلوفا ليس فيهم رجال، فقتلوا من وجدوا من الرجال، وساقوا النساء و الذراريّ والأموال، وجاء الصائح إلى ثمالة عشاء، فلحقوهم، و انهزم أبو خراش وأصحابه، و انقطعت بنو زليفه فنظر الأكنع الثمالي وكان مقطوع الأصبع إلى عروة فقال يا قوم، ذلك و اللّه عروة، وأنا والله رام بنفسي عليه، حتى يموت أحدنا، و خرج يجري نحو عروة، فنادى عروة بأبي خراش أخيه أي أبا خراش، هذا و اللّه الأكنع وهو قاتلي، فقال أبو خراش أمضه وقعد له على طريقه، ومر به الأكنع‌ مصمّما على قتل عروة، وهو لا يعلم بموضع أبي خراش، فوثب عليه أبو خراش، فضربه على حبل عاتقه حتى بلغت الضّربة سحره ومات فارس سيد وثمالة الأكنع الثمالي، و انهزمت ثمالة، وأنتصر أبو خراش وعروة. 

## استنقاذه أسرى كنانة
وذكر عنه أيضا انه أقبل أبو خراش و أخوه عروة و صهيب القردي في بضعة عشر رجلا من بني قرد بن معاوية وجميعهم من هذيل يطلبون الصيد فبينا هم بالمجمعة من نخلة لم يرعهم إلا قوم قريب من عدتهم فظنهم الهذليون انهم قوم من بني ذؤيبة أحد بني سعد بن بكر بن هوازن أو من بني حبيب أحد بني نصر، فعدا الهذليّون إليهم وطمعوا فيهم حتى خالطوهم و أسروهم جميعا، وإذا هم قوم من بني ليث بن بكر من كنانه، فيهم أبناء شعوب أسرهما صهيب القردي الهذلي، فهمّوا بقتلهما، وعرفهم أبو خراش فاستنقاذهم جميعا من أصحابه و أطلقهم، فقال أبو خراش في ذلك يمنّ على ابني شعوب أحد بني شجع بن عامر بن ليث فعله بهما فقال.
| عدونا عدوة لا شكّ فيها     |  | وخلناهم ذؤيبة أو حبيبا      |
| فنغري الثائرين بهم و قلنا |  | شفاء النفس أن بعثوا الحروبا |
| منعنا من عديّ بني حنيف‌     |  | صحاب مضرّس و ابنى شعوبا      |
| فأثنوا يا بني شجع علينا   |  | وحقّ ابنى شعوب أن يثيبا      |
| وسائل سبرة الشّجعيّ عنا     |  | غداة نخالهم نجوا جنيبا      |
| بأنّ السّابق القرديّ ألقى‌    |  | عليه الثوب إذ ولّى دبيبا     |
| ولو لا ذاك أرهقه صهيب‌     |  | حسام الحدّ مطرورا خشيبا      |

## عزه نفسه
وذكر عنه انه أقفر أبو خراش الهذليّ من الزّاد أياما، ثم مرّ بامرأة من هذيل جزلة شريفة، فأمرت له بشاة فذبحت وشويت، فلما وجد بطنه ريح الطعام قرقر، فضرب بيده على بطنه وقال إنك لتقرقر لرائحة الطعام، واللّه لأطعمت منه شيئا ثم قال يا ربّة البيت هل عندك شيء من صبر أو مرّ؟ قالت تصنع به ماذا؟ قال أريده، فأتته منه بشيء فاقتحمه، ثم أهوى إلى بعيره فركبه، فناشدته المرأة أن يعود ليأكل من الشاه فأبى، فقالت له يا هذا، هل رأيت بأسا أو أنكرت شيئا؟ قال لا واللّه، ثم مضى و أنشأ يقول:
| وإني لأثوي الجوع حتى يملّني‌  |  | فأحيا ولم تدنس ثيابي و لا جرمي |
| و أصطبح الماء القراح فأكتفي‌ |  | إذا الزاد أضحى للمزلّج ذا طعم   |
| أردّ شجاع البطن قد تعلمينه‌   |  | وأوثر غيري من عيالك بالطّعم     |
| مخافة أن أحيا برغم و ذلّة    |  | فللموت خير من حياة على رغم‌     |

## جهاد ابنه
هاجر خراش أبن أبي خراش الهذليّ في أيام عمر بن الخطاب مجاهدا وغزا مع المسلمين، فأوغل في أرض العدو، فقدم أبو خراش المدينة المنورة، فجلس بين يدي عمر بن الخطاب، وشكا إليه شوقه إلى ابنه، وأنه رجل قد انقرض أهله و قتل إخوته ولم يبق له ناصر ولا معين غير ابنه خراش، وقد جاهد وغزا و تركه وأنشأ يقول

| ألا من مبلغ عني خراشا      |  | و قد يأتيك بالنّبإ البعيد |
| وقد يأتيك بالأخبار من لا   |  | تجهّز بالحذاء ولا تزيد    |
| يناديه ليغبقه كليب‌         |  | ولا يأتي لقد سفه الوليد  |
| فردّ إناءه لا شي‌ء فيه       |  | كأنّ دموع عينيه الفريد    |
| وأصبح دون عابقه وأمسى‌      |  | جبال من حرار الشام سود   |
| ألا فاعلم خراش بأنّ خبر الم |  | هاجر بعد هجرته زهيد      |
| رأيتك و ابتغاء البرّ دوني‌   |  | كمحصور اللّبان و لا يصيد  |

فكتب عمر بن الخطاب بأن يقبل خراش إلى أبيه وألا يغزو من كان له أب شيخ إلا بعد أن يأذن له.

## قوله في شعب سقام
وله في ذكر شعب سقام الذي كان الموقع الذي تعبد فيه العزى وكان حمىً خاصاً بها:

| أمسى سُقامٌ خَلاءً لا أنيس به |  | إلاّ السِّباع ومَرّ الريح بالغرفِ |

## خبر وفاته
توفي عام ( 15هـ - 636 م) وقيل توفي  23 هـ .أتاه نفر من أهل اليمن قدموا حجاجاً، فنزلوا بأبي خراش والماء منهم غير بعيد، فقال: يا بني عمي، ما أمسى عندنا ماء، ولكن هذه شاة وبرمة وقربة، فردوا الماء، وكلوا شاتكم، ثم دعوا برمتنا وقربتنا على الماء، حتى نأخذها، قالوا: والله ما نحن بسائرين في ليلتنا هذه، وما نحن ببارحين حيث أمسينا، فلما رأى ذلك أبو خراش أخذ قربته، وسعى نحو الماء تحت الليل حتى استقى، ثم أقبل صادراً، فنهشته حية قبل أن يصل إليهم، فأقبل مسرعاً حتى أعطاهم الماء، وقال: اطبخوا شاتكم وكلوا ولم يعلمهم بما أصابه، فباتوا على شاتهم يأكلون حتى أصبحوا، وأصبح أبو خراش في الموت، فلم يبرحوا حتى دفنوه، وقال وهو يعالج الموت:
| لعمرُك والمنايا غـالـبـاتٌ |  | على الإنسان تطلعُ كلَّ نَجْـدِ |
| لقد أهلكْت حيَّةَ بطْـنِ أنـفٍ  |  | على الأصحاب ساقاً ذاتَ فَقْدِ |

فبلغ عمر بن الخطاب رضي الله عنه خبره، فغضب غضباً شديداً، وقال: لولا أن تكون سبة لأمرت ألا يضاف يماني أبداً، ولكتبت بذلك إلى الآفاق. إن الرجل ليضيف أحدهم، فيبذل مجهوده فيسخطه ولا يقبله منه، ويطالبه بما لا يقدر عليه، كأنه يطالبه بدين، أو يتعنته ليفضحه، فهو يكلفه التكاليف، حتى أهلك ذلك من فعلهم رجلاً مسلماً، وقتله، ثم كتب إلى عامله باليمن بأن يأخذ النفر الذين نزلوا بأبي خراش فيغرمهم ديته، ويؤدبهم بعد ذلك بعقوبة تمسهم جزاءً لأعمالهم.